# کنستانتین کوزاکوف
کنستانین استپانوویچ کوزاکوف (روسی: Константи́н Степанович Кузаков) (زاده ۴ سپتامبر ۱۹۰۸ – درگذشته ۱۲ سپتامبر ۱۹۹۶) روزنامه‌نگار و سیاستمدار شوروی و از سازمان دهندگان تلویزیون، رادیو و سینمای شوروی بود. کوزاکوف مدعی بود که فرزند نامشروع ژوزف استالین است اگرچه هیچ مدرکی برای آن وجود ندارد. کوزاکوف مدعی شد که مادرش، ماریا کوزاکووا، صاحبخانه و معشوقه استالین در دوران تبعید او در سال ۱۹۱۱ در سولویچگودسک بوده‌است. یکی از بیوگرافی نویسان استالین، سیمون سبگ مونتفیوره، از ادعاهای کوزاکوف حمایت کرد. به گفته مونتفیوره، زمانی که استالین تبعید خود را ترک کرد، ماریا هنوز باردار بود.
کوزاکوف مدتی در مؤسسه مکانیک نظامی لنینگراد به تدریس فلسفه پرداخت. پس از آن در دستگاه کمیته مرکزی در مسکو مشغول به کار شد. او در طول جنگ جهانی دوم به عنوان سرهنگ خدمت کرد. در سال ۱۹۴۷، زمانی که برای آندری ژدانوف، متحد بسیار نزدیک استالین کار می‌کرد، او و معاونش به جاسوسی برای آمریکا متهم شدند. در حالی که او هرگز به‌طور رسمی با مردی که ادعا می‌کرد پدرش است معرفی نشد، کوزاکوف مدعی شد که در یک موقعیت زمانی که در کرملین کار می‌کرد "استالین ایستاد و به من نگاه کرد و احساس کردم می‌خواهد چیزی به من بگوید. می‌خواستم به سرعت نزد او بروم. اما چیزی جلوی من را گرفت. پیپش را تکان داد و آنجا را ترک کرد ." سیمون سبگ-مونتفیوره ادعا کرد که اگرچه استالین مانع دستگیری کوزاکوف شد، با این وجود او از حزب کمونیست اخراج شد.در دوره حاکمیت استالین بر اتحاد جماهیر شوروی سوسیالیستی از کنستانتین تعهد گرفته شد که تبار خودرا افشا نکند.
پس از مرگ استالین و دستگیری لاورنتی بریا، کوزاکوف جایگاه خو را در حزب و دستگاه اتحاد جماهیر شوروی به دست آورد و در سمت‌های مختلف مرتبط با فرهنگ مانند عضو کالج پخش همگانی در اتحاد جماهیر شوروی، رئیس بخش در وزارت فرهنگ و پست‌های دیگر خدمت کرد. او در سال ۱۹۹۶ درگذشت.